# .dk
.dk es el dominio de nivel superior geográfico (ccTLD) para Dinamarca.